# Retrat del senyor Felip Vives de Canyamars i Mompalau
Retrat del senyor Felip Vives de Canyamars i Mompalau és un oli sobre tela de 207 × 110 cm realitzat per Jeroni Jacint Espinosa l'any 1634.

## Exposicions
- València (2000)[1]